# Tulpenbaum
Der Tulpenbaum (Liriodendron tulipifera) ist eine der beiden Arten der Pflanzengattung Tulpenbäume (Liriodendron) in der Familie der Magnoliengewächse (Magnoliaceae). Er ist vom östlichen bis zentralen Nordamerika verbreitet.
Die Tulpen-Magnolie (Magnolia ×soulangeana) wird in Deutschland nicht selten fälschlich Tulpenbaum genannt.

## Beschreibung

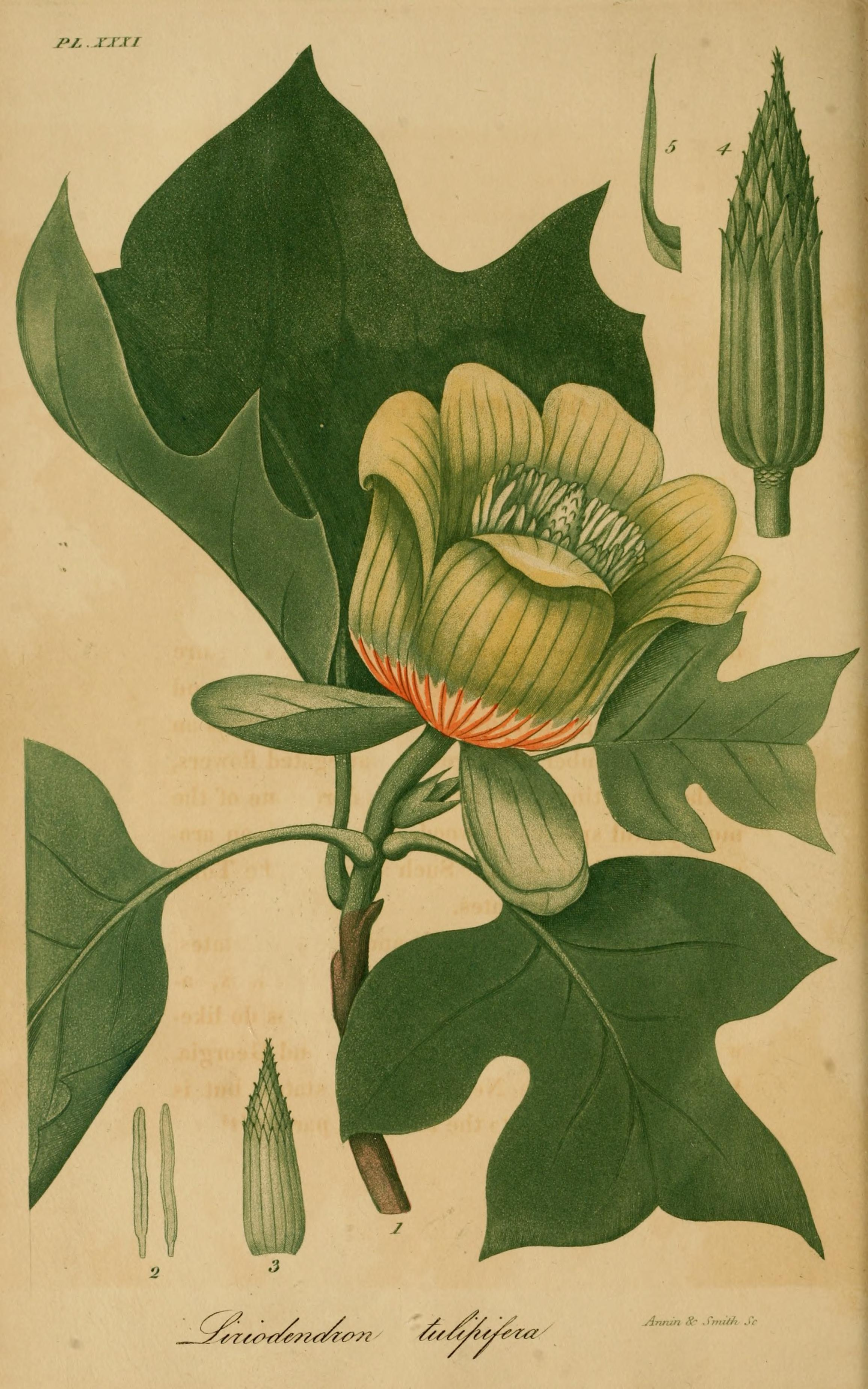
Illustration von 1818

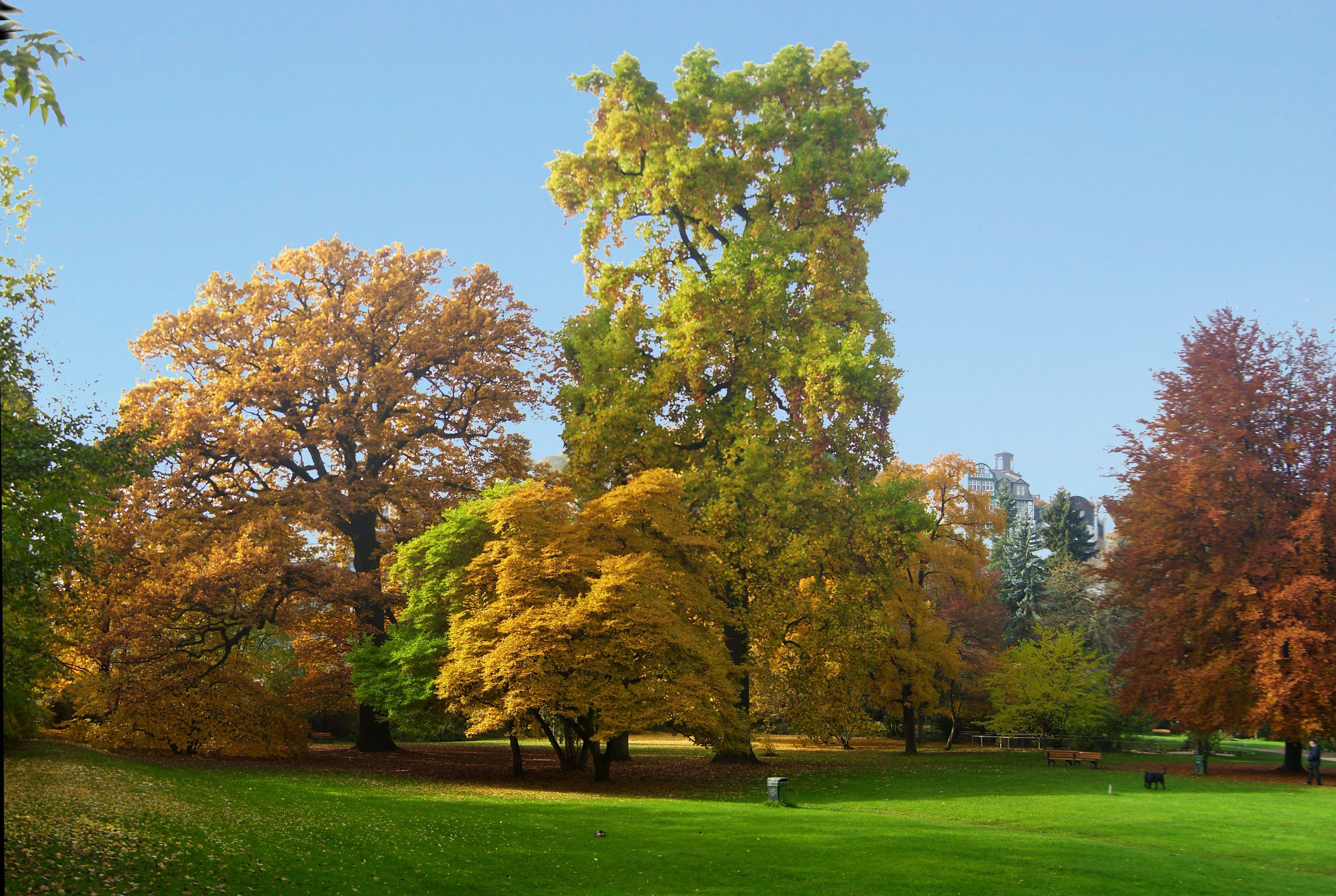
Der 38 m hohe Tulpenbaum im Alten Botanischen Garten Marburg in Herbstfärbung;
links zum Größenvergleich eine ebenfalls gut 200 Jahre alte Traubeneiche

### Vegetative Merkmale
Der Tulpenbaum ist ein sommergrüner, laubwerfender Baum. Er hat meist einen stattlichen Wuchs und erreicht Wuchshöhen von über 40 Metern im Wald- oder Plantagenverbund. Maximalwerte liegen bei knapp 60 Metern Höhe und einem Stammdurchmesser von über 300 Zentimetern. Bei jungen Exemplaren ist die Baumkrone schmal und kegelförmig, bei älteren wird sie gewölbt und hochragend, jedoch nie sehr breit, sie ist eher kräftig säulenförmig. In laublosem Zustand ist sie sehr licht und die Äste sind weit gestellt. Belaubt bildet der Tulpenbaum eine dichte, geschlossene Krone. Mit einer Höhe von 41 Metern einer der größten und mit einem geschätzten Alter von über 400 Jahren wahrscheinlich auch der älteste der Tulpenbäume Amerikas steht in New York City im Stadtteil Queens. Er trägt den Spitznamen Queens Giant. Ein weiteres bekanntes, in Europa befindliches Exemplar steht im botanischen Garten der Stadt Marburg und erreicht ebenfalls eine Wuchshöhe von knapp 40 Metern.
Die im Alter dicke, braune bis grau-braune Borke ist furchig. Die jungen Zweige sind unbehaart, leicht bereift, die Blattnarben sind deutlich erkennbar. Die Knospen sind etwa 1 Zentimeter lang, oval, leicht gebogen und leicht zusammengedrückt.
Die wechselständig angeordneten Laubblätter sind in Blattstiel und -spreite gegliedert. Der schlanke, lange Blattstiel ist 6 bis 12 Zentimeter lang. Die Blattform ist eigenartig und unverwechselbar; sie ist symmetrisch zur Mittelader. Junge Laubblätter sind an dieser Achse noch zusammengefaltet. Die einfache, ganzrandige Blattspreite ist bei einer Länge von 10 bis 15 Zentimetern sowie einer Breite von 12 bis 20 Zentimetern im Umriss viereckig und ist in vier bis sechs spitze oder rundspitzige Lappen oder grobe Zähne geteilt. Die Längsseiten der Lappen verlaufen fast symmetrisch. An der Spitze sind die Blätter geteilt, gelappt bis ausgerandet, an der Basis gestutzt bis stumpf oder leicht spießförmig. Die Blattoberseite ist glänzend und kräftig grün. Die Unterseite ist heller und wachsig. Die Blätter sind unbehaart, kahl und färben sich im Herbst goldgelb bis orange. Es sind Nebenblätter vorhanden.

### Generative Merkmale
Der Tulpenbaum ist protogyn, also vorweiblich. Die Blütezeit reicht von April bis Mai. Die namensgebenden Blüten stehen einzeln an den Zweigenden. Es sind abfallende Deckblätter vorhanden.
Die zwittrigen Blüten sind beim Aufblühen zunächst becherförmig, später öffnen sie sich weiter und werden glockig. Die Blütenhülle ist einfach und kronblattartig. Die dachigen und spitzen, bis zu 9 Blütenhüllblätter (Tepalen) stehen in zwei Kreisen. Die 6 inneren sind bis 6 Zentimeter lang, aufrecht, an der Basis bläulich-grün, darüber gelb-orange, dann wieder grünlich und die 3 äußeren ausladenden, grünlichen sind bis 4 Zentimeter lang. Die vielen (bis 50) kurzen Staubblätter mit flachen, länglichen Staubbeuteln und kurzen Staubfäden sind bis 5 Zentimeter lang. Die vielen (bis 100), oberständigen und freien Fruchtblätter stehen dachig am schmal-kegeligen Blütenboden im Zentrum der Blüte. Die Perigonblätter sondern Nektar ab.
Der bis zu 8,5 Zentimeter lange Fruchtstand ähnelt einem Koniferenzapfen. Die dachig angeordneten, bis 3,5–5 Zentimeter langen und schmalen Einzelfrüchte, Flügelfrüchte sind holzig – also nicht häutig – einseitig geflügelt und enthalten ein bis zwei kleine Samen. Sie stehen zu vielen am schmal-kegeligen Blütenboden.

### Chromosomensatz und Inhaltsstoffe
Die Chromosomenzahl beträgt 2n = 38.
Alle Pflanzenteile, besonders Holz und Rinde, sind für den Menschen giftig. Im Holz ist das Alkaloid Glaucin enthalten, in der Rinde digitaloide Verbindungen, in den Laubblättern saponinartige und cyanogene Stoffe.

## Bilder

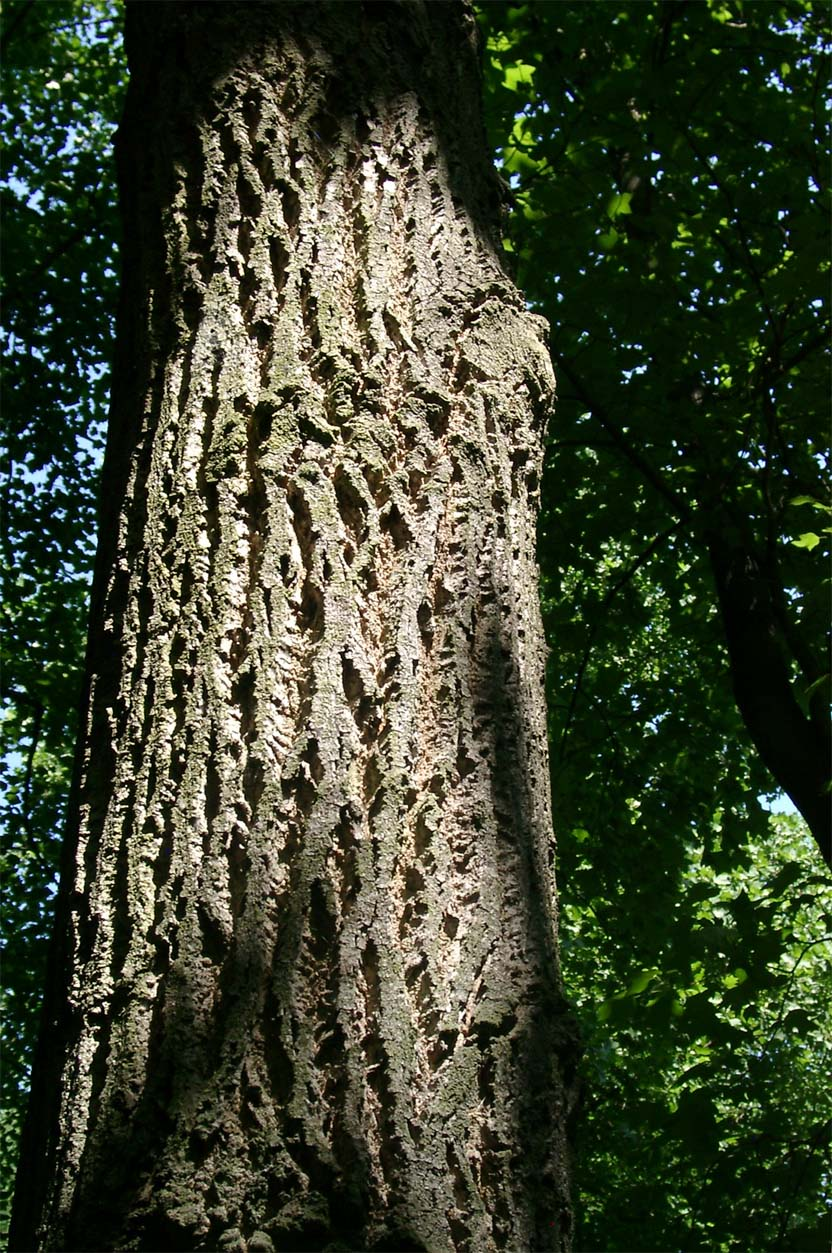
Stamm und Borke
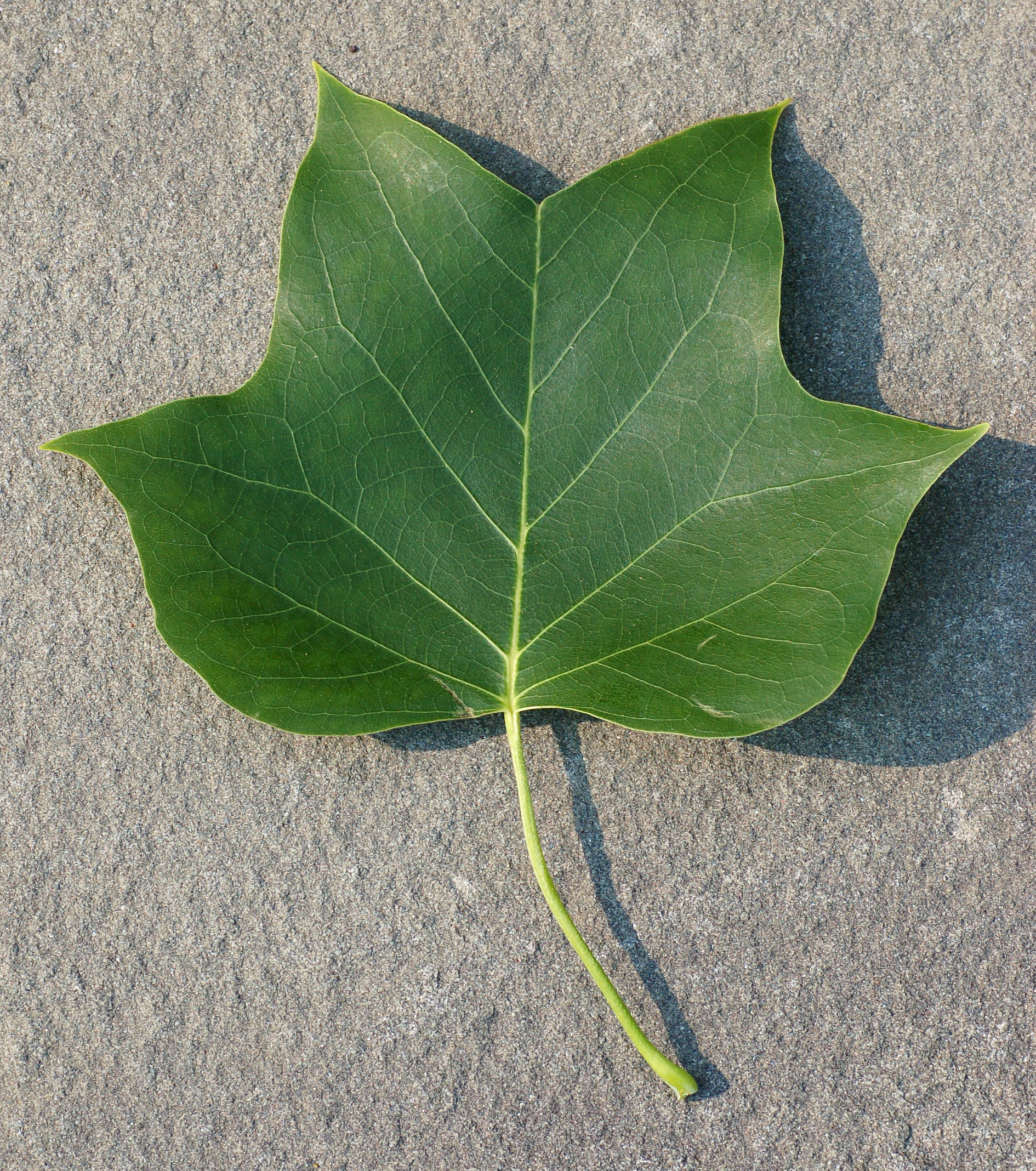
Laubblatt
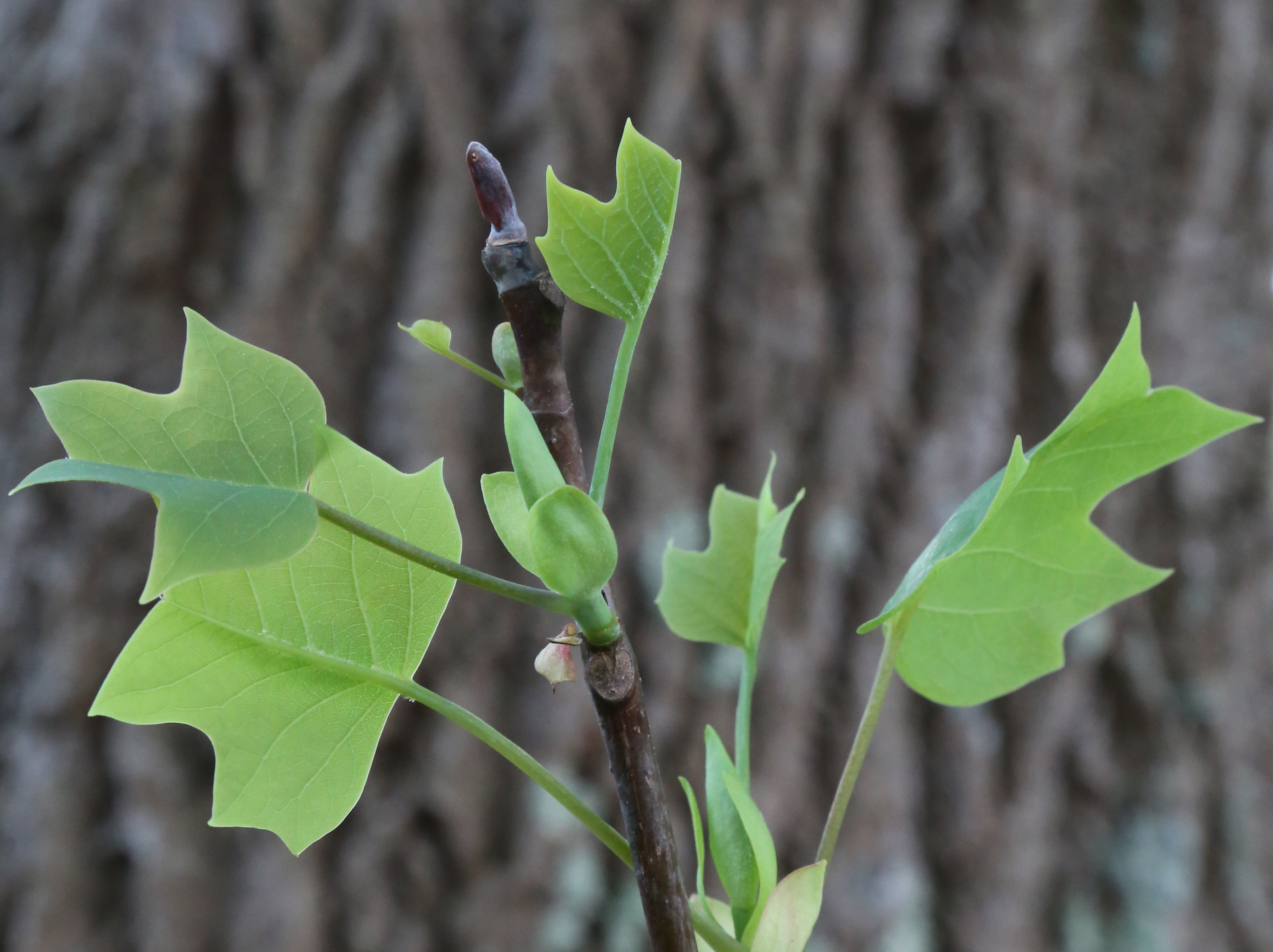
Junge Laubblätter, noch symmetrisch „conduplikat“ zusammengefaltet
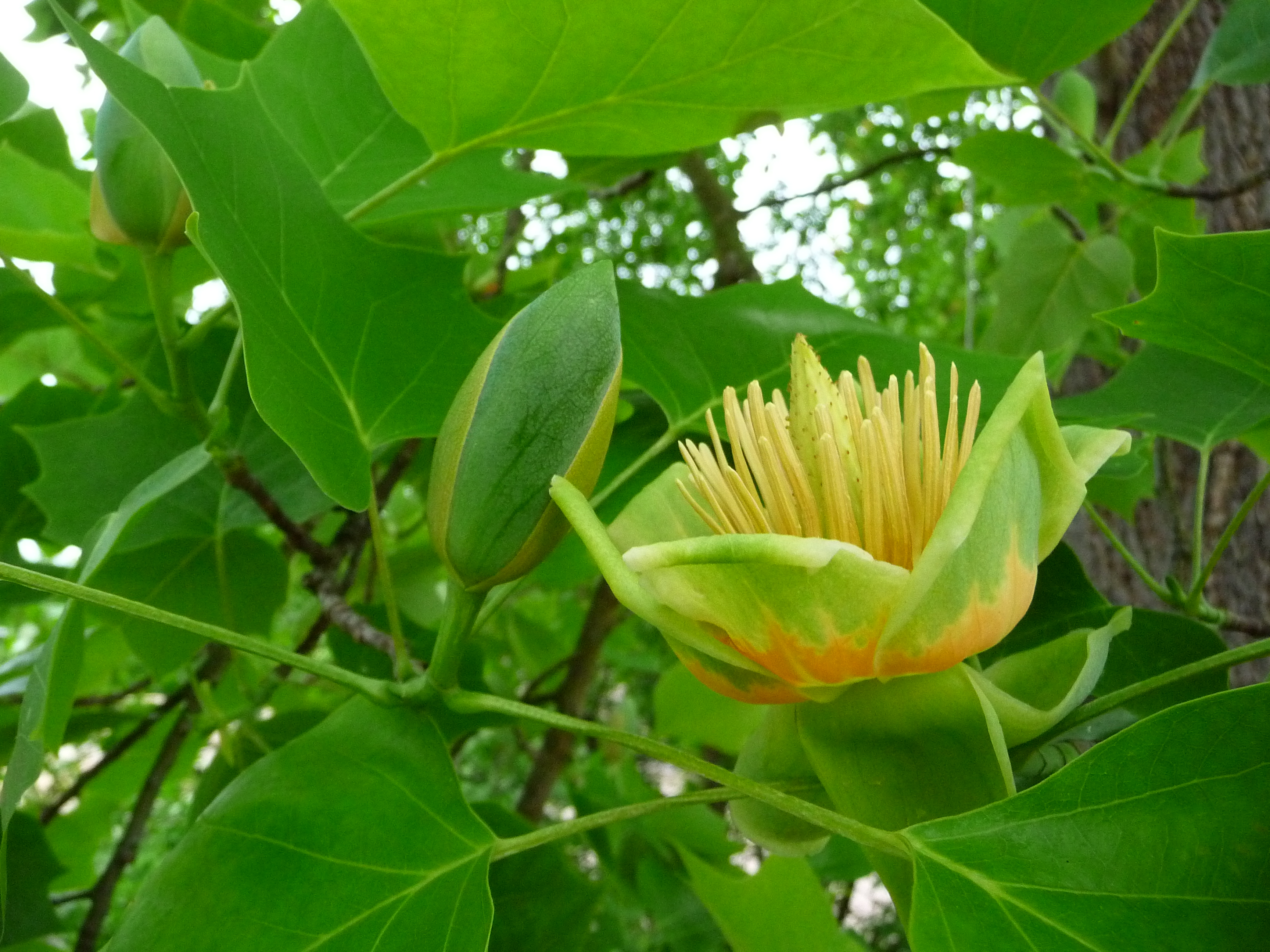
Blütenknospe und Blüte
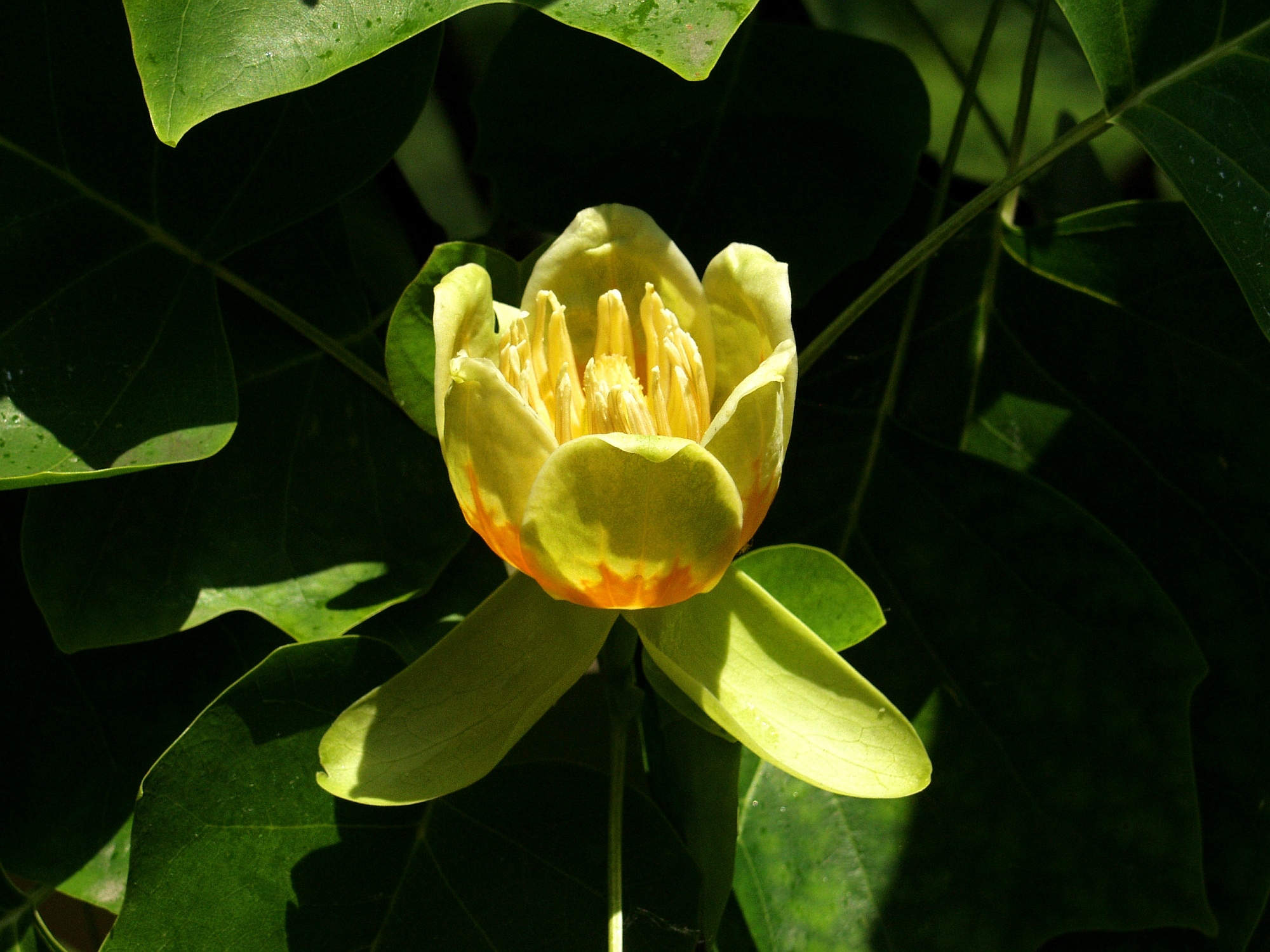
Blüte
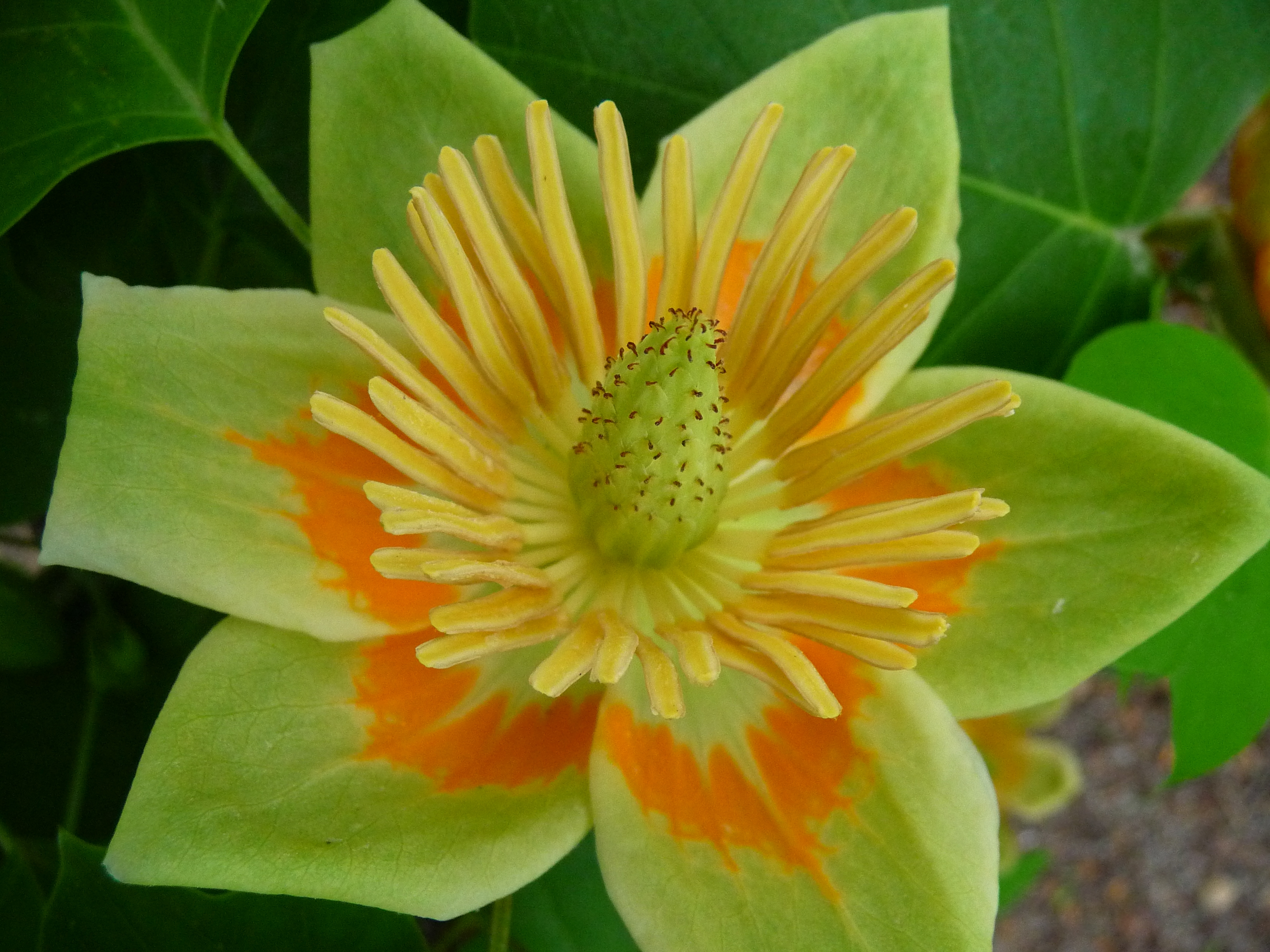
Detailaufnahme einer Blüte
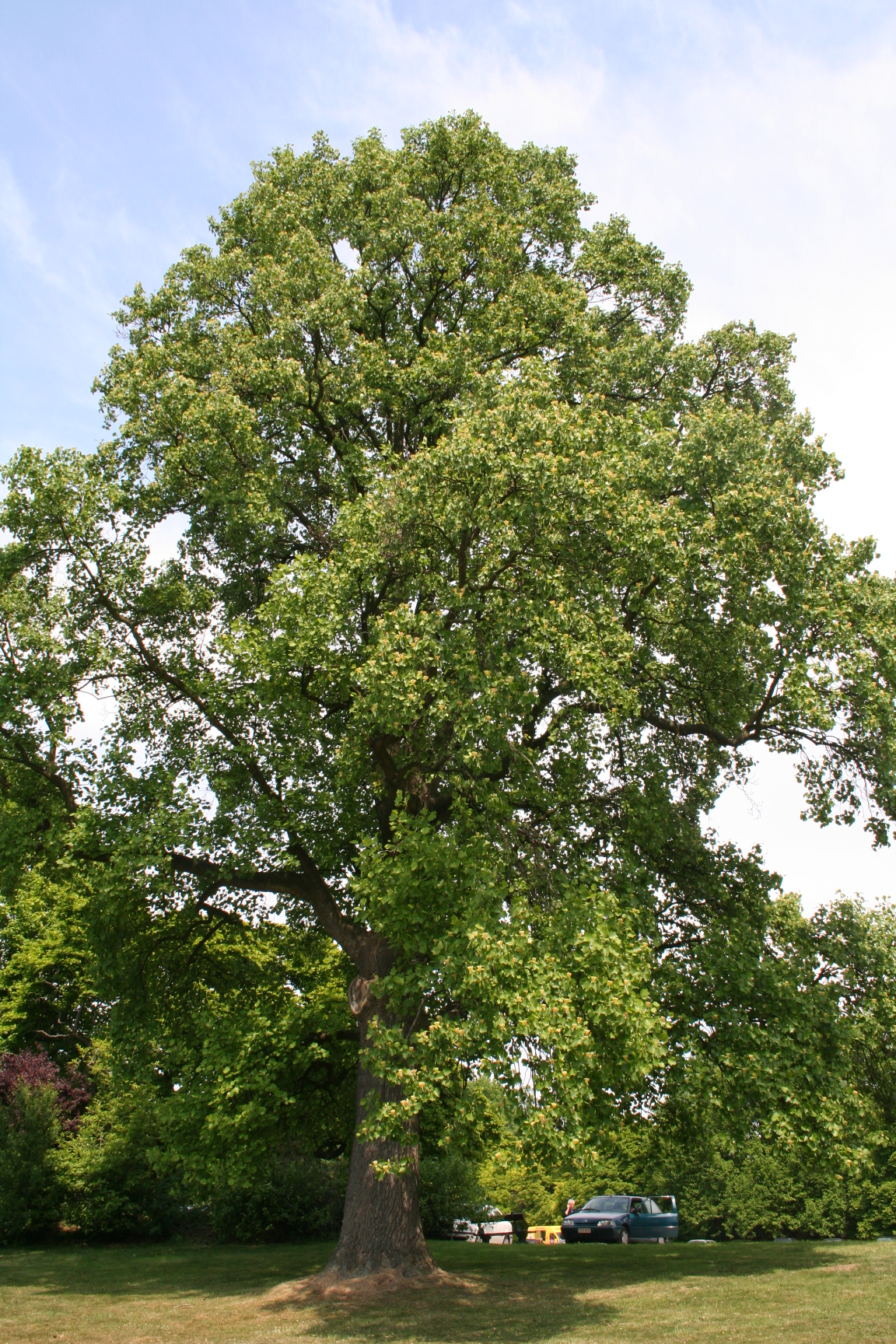
Tulpenbaum im Schlosspark Laeken, Brüssel, Belgien
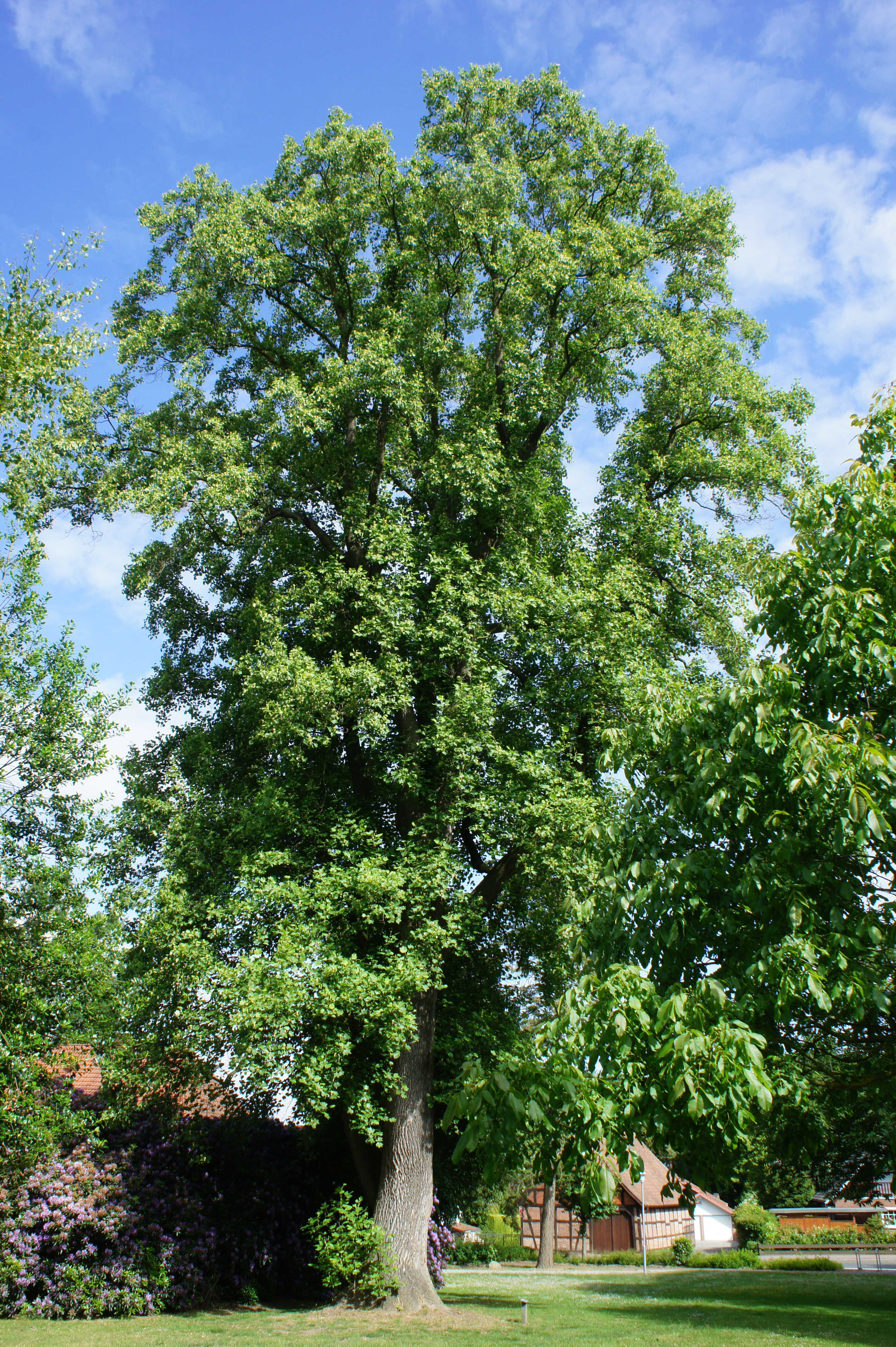
Über 300 Jahre alter Tulpenbaum in Harpstedt
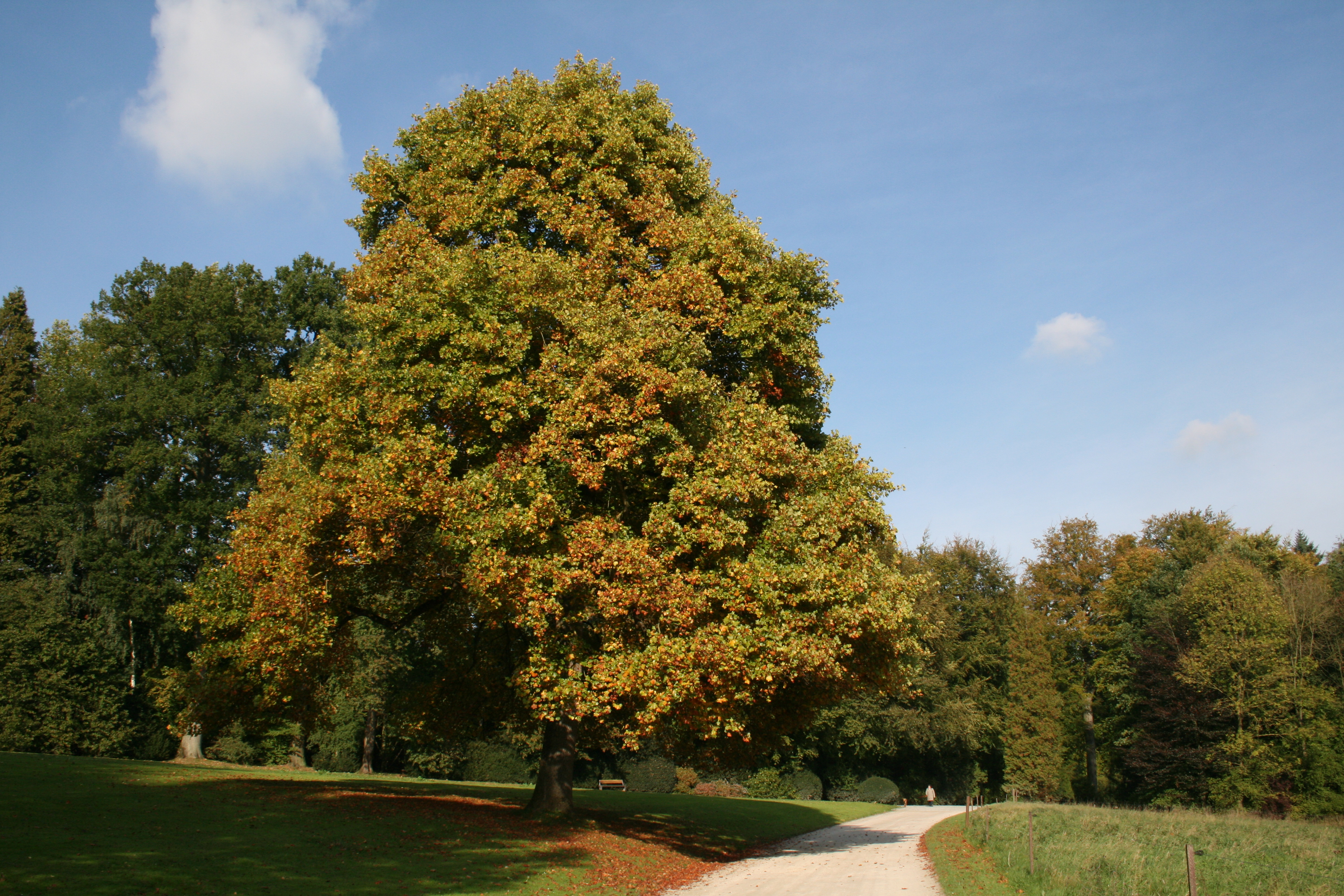
Tulpenbaum im Schlosspark La Hulpe, Belgien
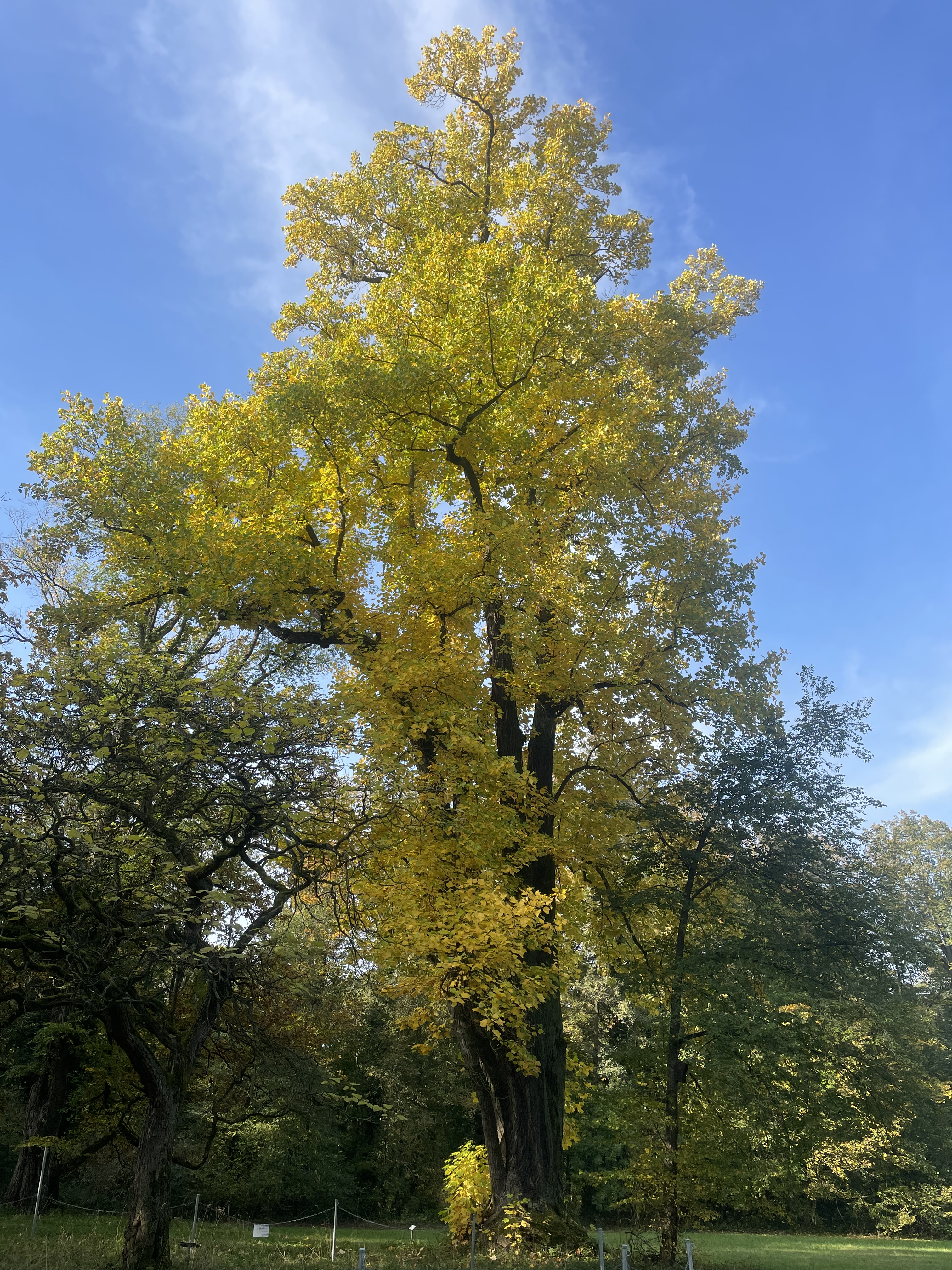
Über 100 Jahre alter Tulpenbaum in Wechselburg
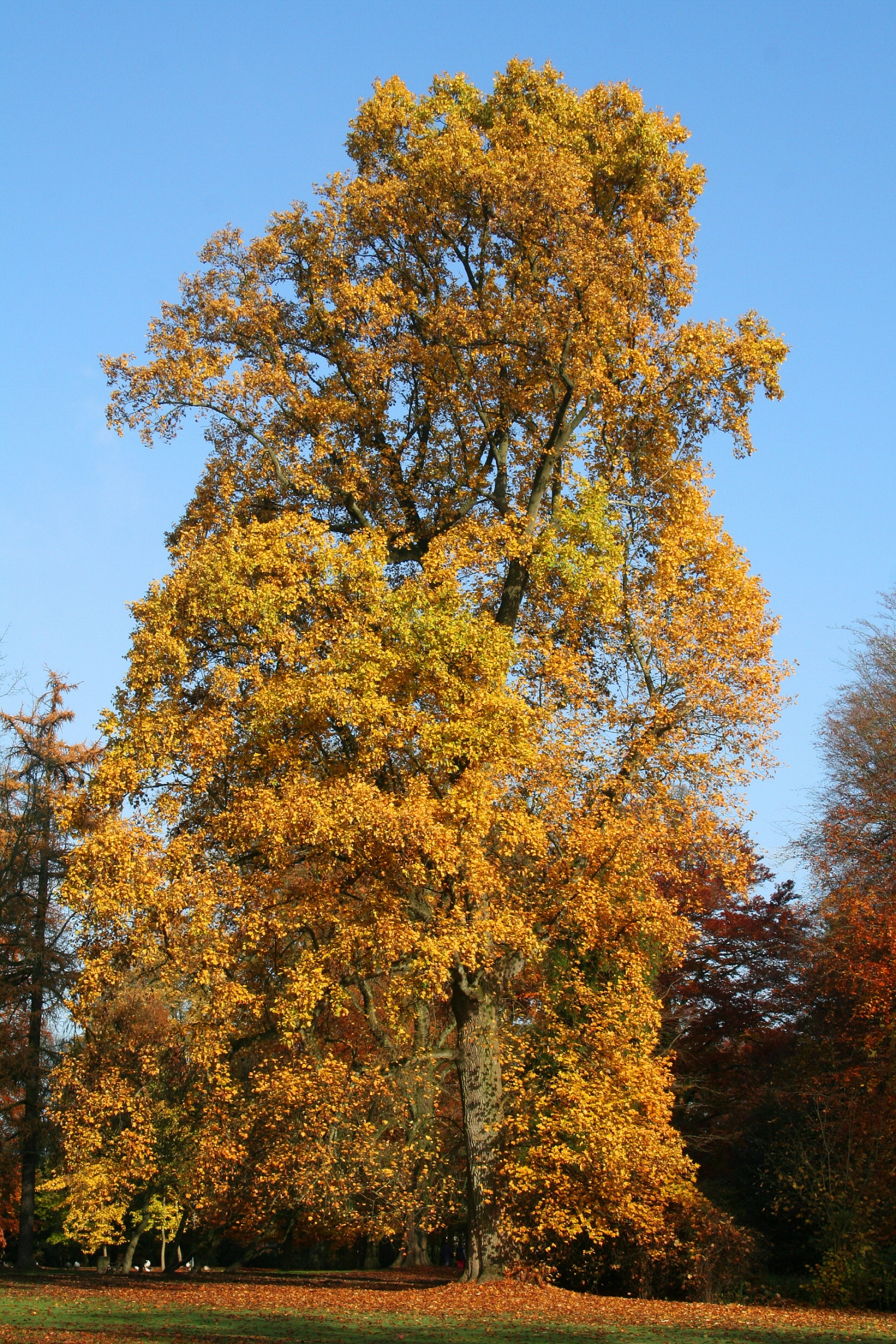
Tulpenbaum in Morlanwelz-Mariemont, Belgien
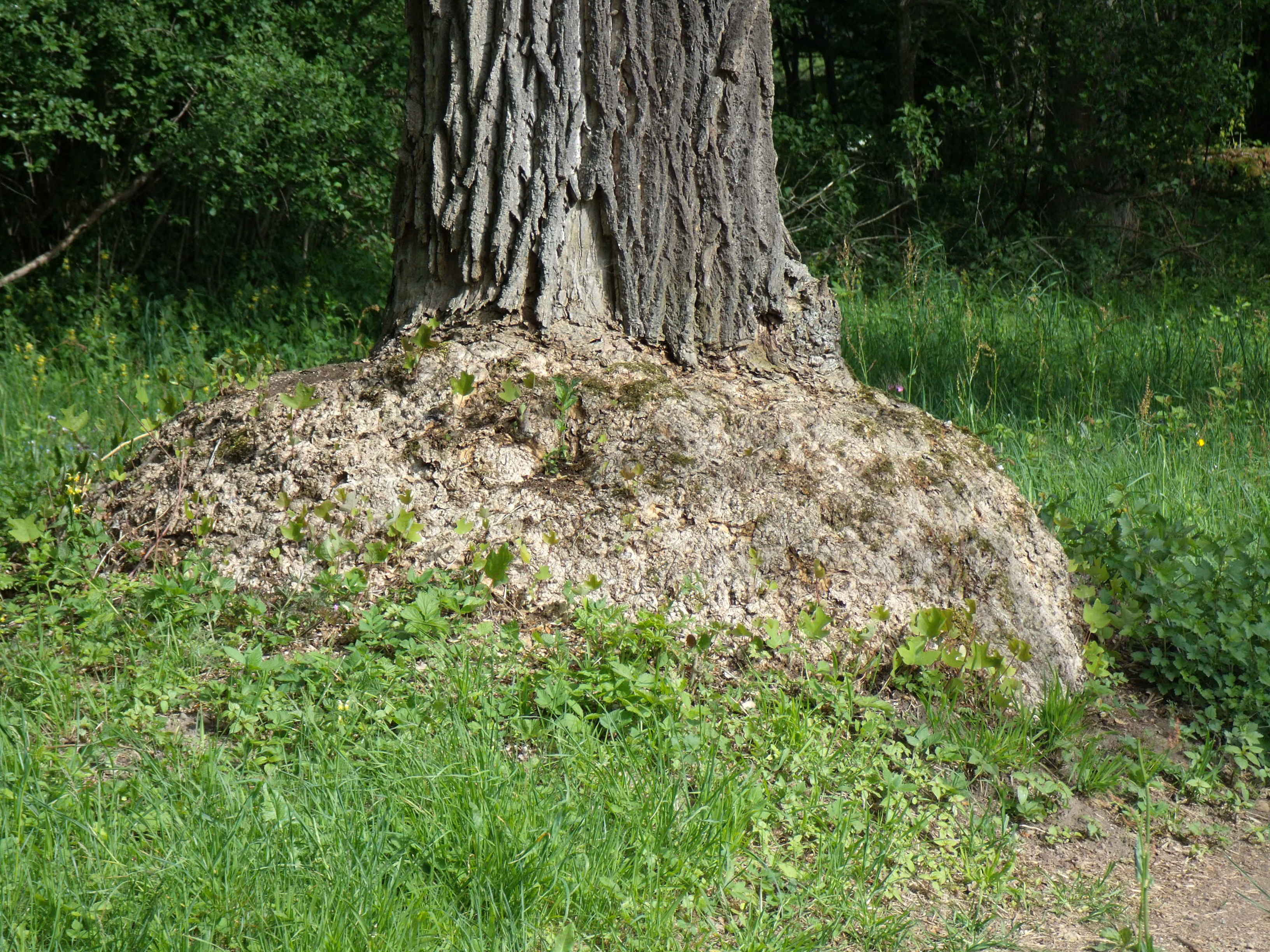
Sockel aus Wurzelwerk
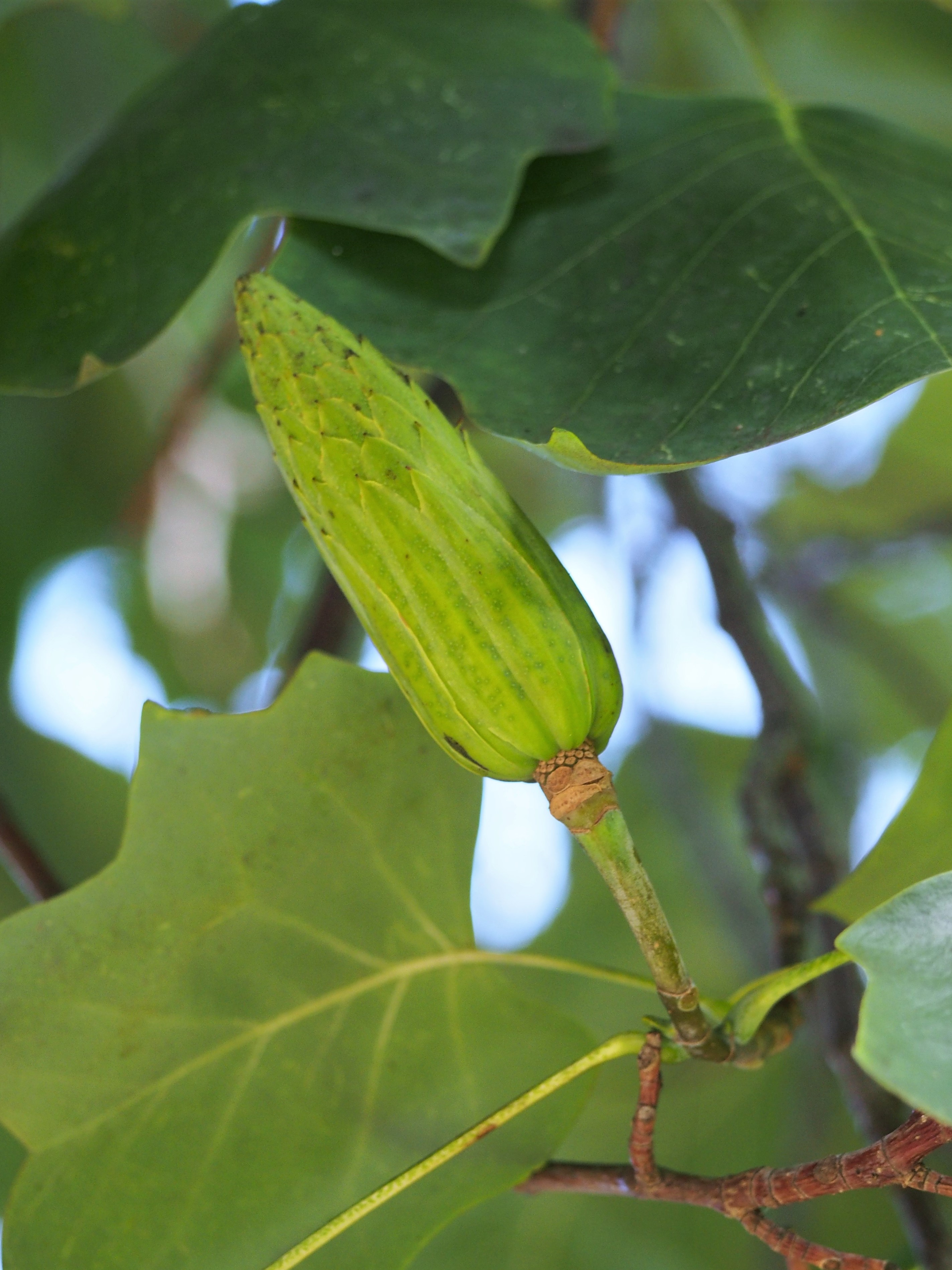
Fruchtstand
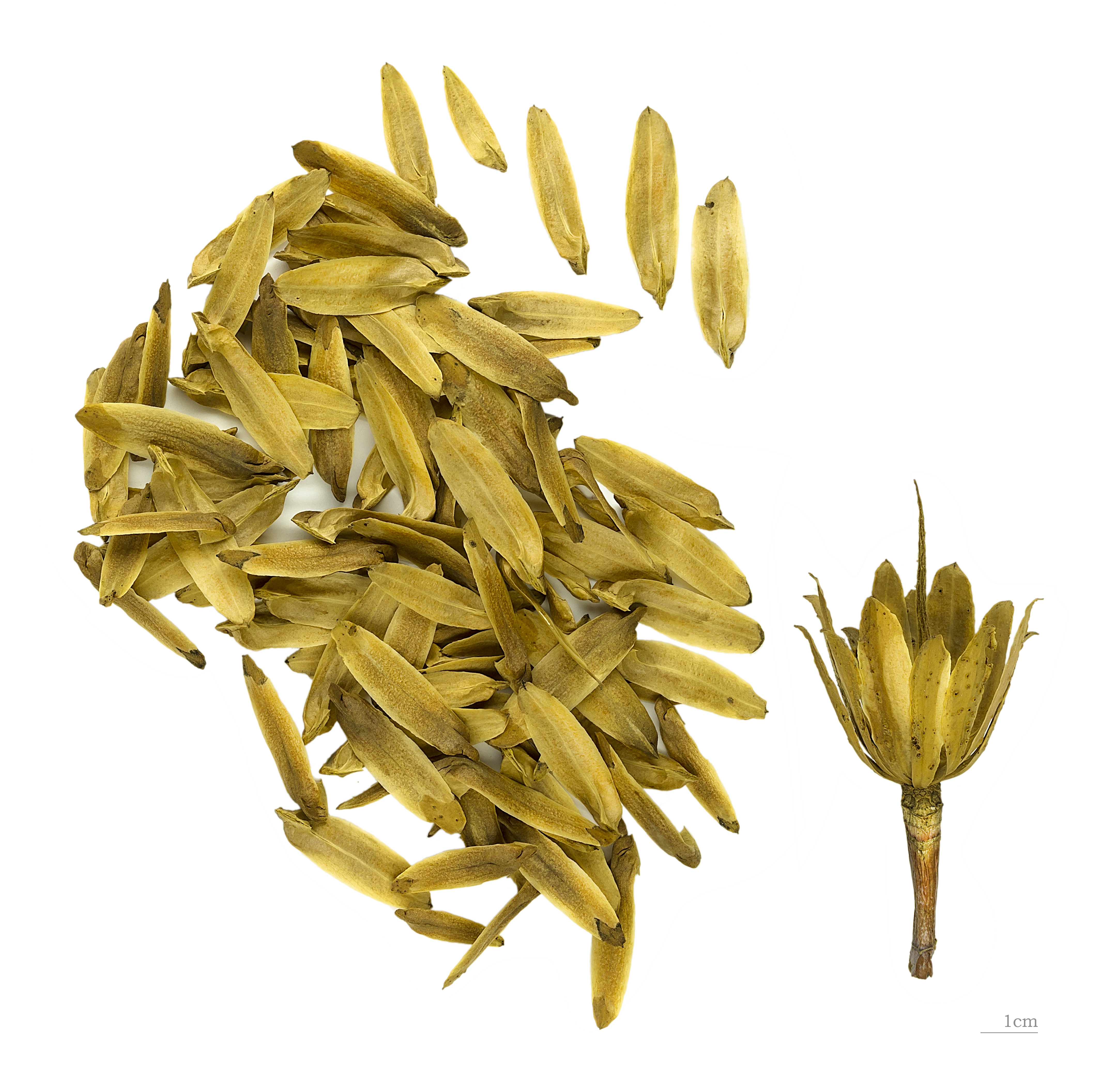
Geflügelte Früchte
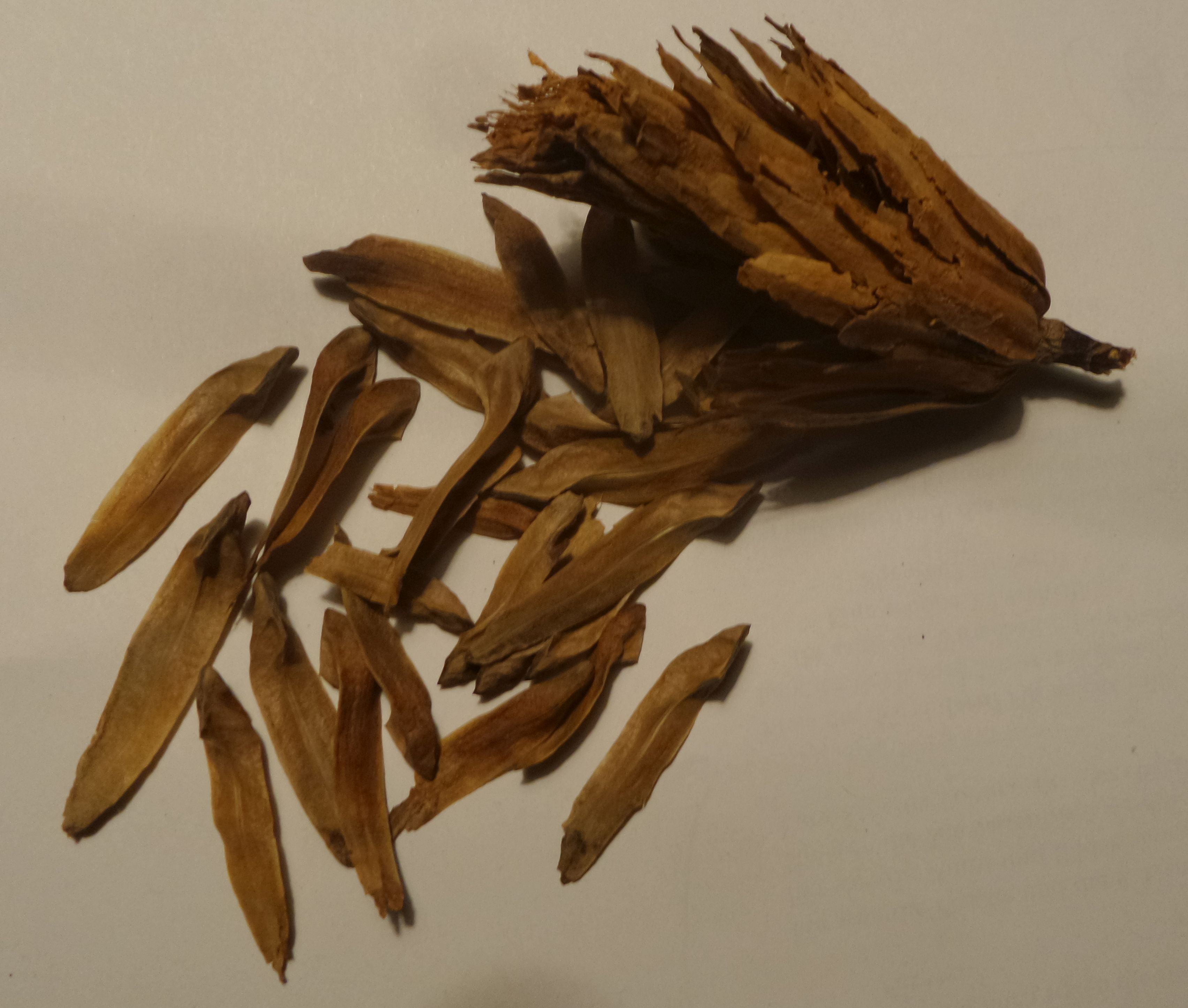
Fruchtkegel im Zerfall
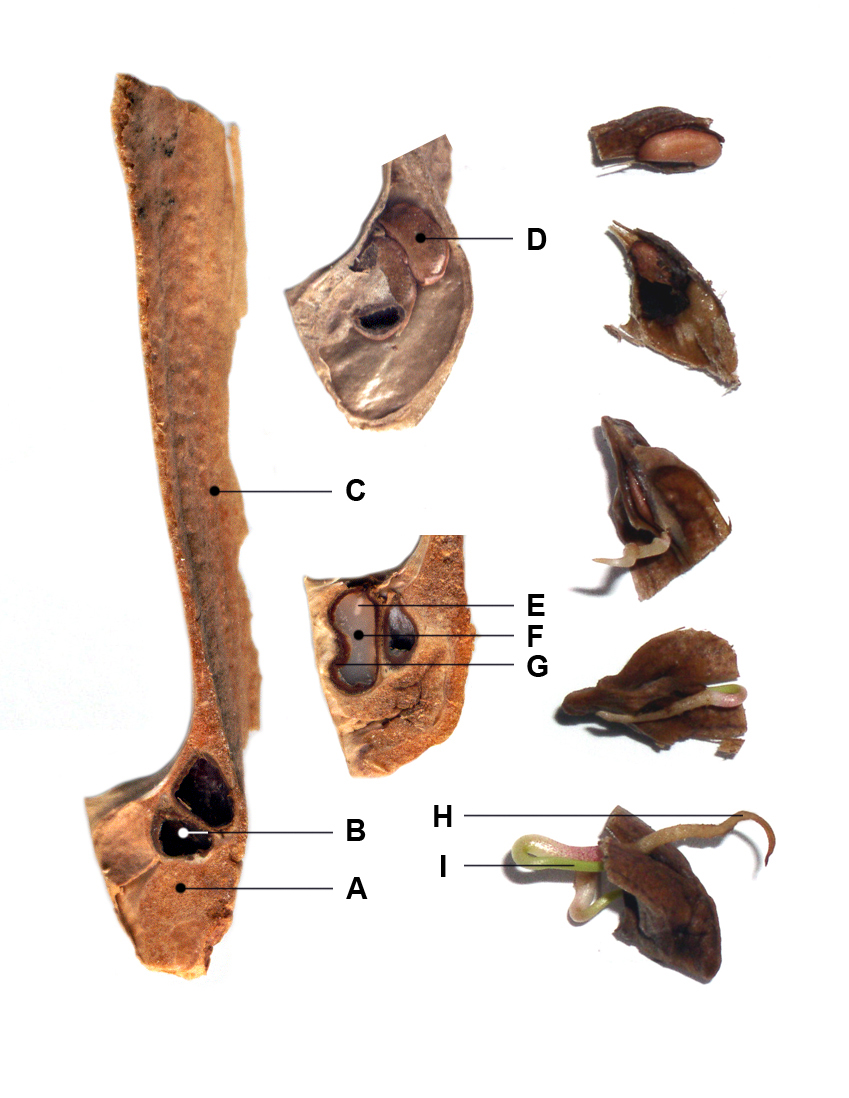
Samen in Fruchtquerschnitt

## Evolution
Viele Botaniker halten die seit mindestens 100 Millionen Jahren nachweisbaren magnolienähnlichen Gewächse (engl. Bezeichnung durch die Angiosperm Phylogeny Group: magnoliids) für die ursprünglichsten aller lebenden Blütenpflanzenarten. Dazu gehört der Tulpenbaum.

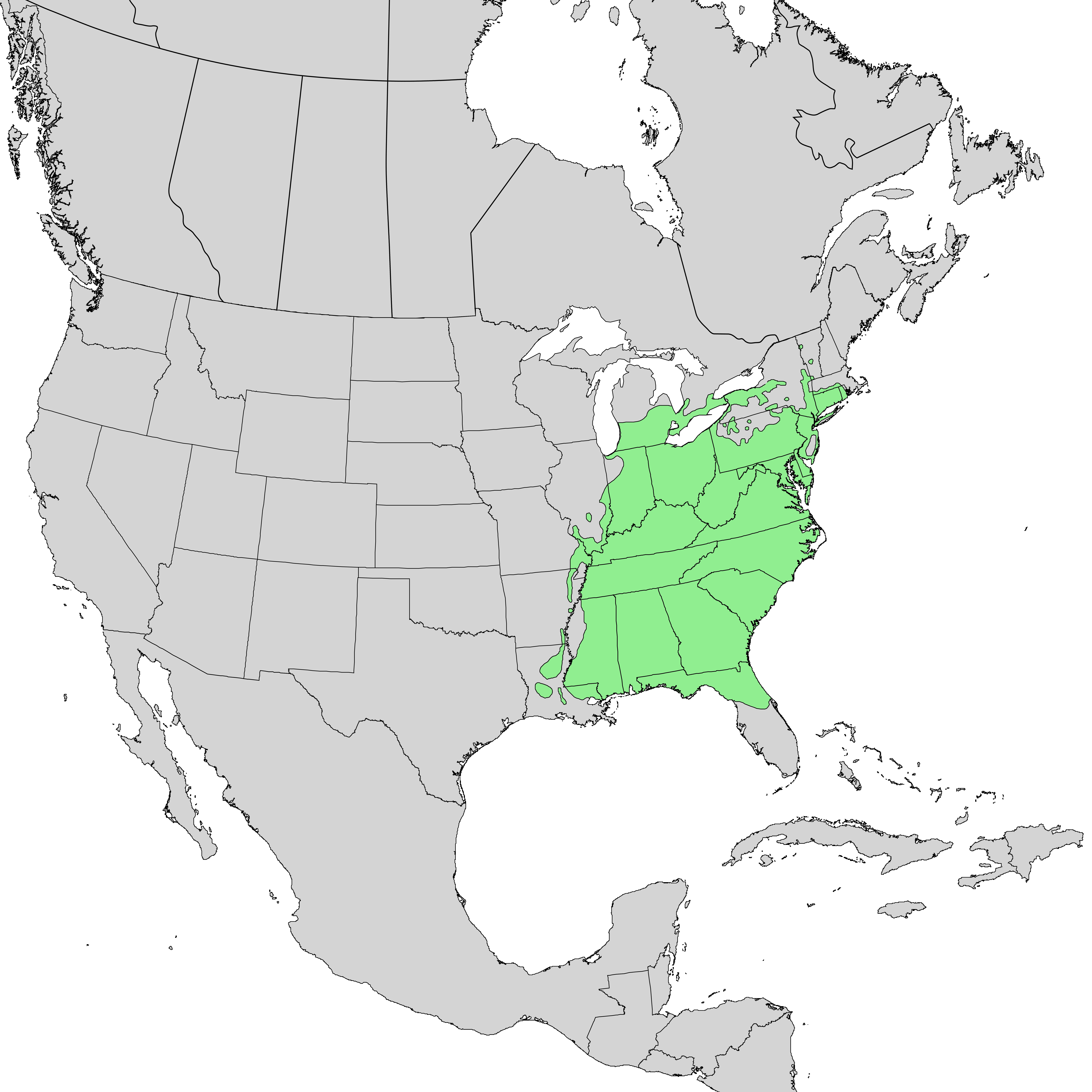
Natürliches Verbreitungsgebiet

## Vorkommen
Liriodendron tulipifera ist im östlichen bis zentralen Nordamerika verbreitet. Das natürliche Verbreitungsgebiet hat seine Nordgrenze in Rhode Island, Massachusetts und Vermont, nach Westen im äußersten Süden von Ontario, weiter zum südlichen Michigan, die Südküste des Lake Huron, Nordküste des Eriesees, Niagara-Halbinsel. Von hier geht die Arealgrenze nach Süden über das südliche Illinois, südöstliche Missouri, östliche Arkansas und nördliche Louisiana. Die Südgrenze geht durch den Norden Floridas.
Der Großteil der Bestände befindet sich in den Appalachen und auf den Piedmontflächen von Pennsylvania bis Georgia. Im Norden des Areals liegt die Höhengrenze bei etwa 300 Metern, im Süden bei 1380 Metern.
Der Tulpenbaum benötigt tiefgründige und humose Böden, auch mit hohem Lehm- oder Tonanteil. Standorte mit trockenen Schutt- oder Sandböden werden nicht besiedelt. Kurzzeitige Staunässe verträgt er ebenso gut wie extreme Fröste und sommerliche Hitze mit zeitweiliger Trockenheit. Aufgrund der tiefreichenden Pfahlwurzel ist er relativ unempfindlich gegen Windbruch und eignet sich als Windschutz für andere Gehölze in Mischbeständen.
Der Tulpenbaum gliedert sich nahtlos in bereits bestehende Forstpflanzungen ein. Er vergesellschaftet mit anderen Baumarten, ohne diese zu verdrängen. An natürlichen Standorten kommt er immer in Mischwäldern vor. In der Jugendphase benötigt er lichte Standorte für eine nachhaltige Entwicklung.
In Deutschland wird er mittlerweile versuchsweise angepflanzt, um das Baumartenspektrum aufgrund der Klimaerwärmung zu verbreitern. Größere Bestände sind zwischen Karlsruhe und Baden-Baden zu finden. Darüber hinaus wird er mittlerweile vermehrt als Stadtbaum in Betracht gezogen und ersetzt dabei u. a. Rosskastanien und andere Arten, die durch Schädlinge dezimiert werden.
In dem von Laubwäldern geprägten Mittleren Osten Amerikas prägt der Tulpenbaum, unter anderem mit der Roteiche und Ahornarten, die kraftvoll leuchtende Herbstfärbung, die den Indian Summer kennzeichnet.

## Taxonomie
Die Erstveröffentlichung von Liriodendron tulipifera erfolgte 1753 durch Carl von Linné in Species Plantarum. Tomus I, S. 535.

## Nutzung

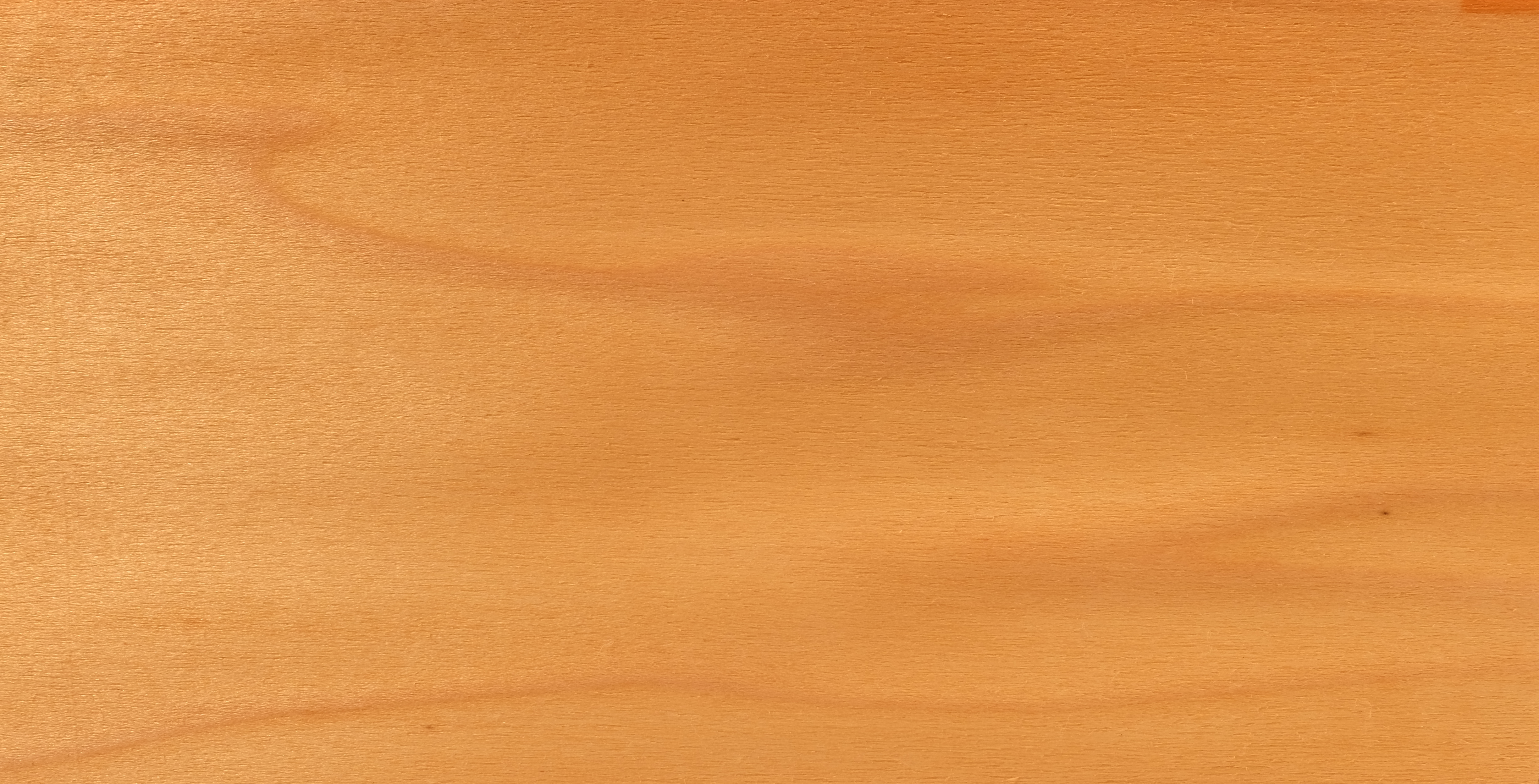
Whitewood-Holz

Im nordöstlichen Nordamerika ist der Tulpenbaum eine der wichtigsten Laubbaumarten. Das Stammholz (Amerikanisches Whitewood, Tulipanero) wird vor allem zu Türen, Fenstern, Furnieren, Sperrholz, Verschalungen, Regalen und Gussformen verarbeitet. Darüber hinaus werden daraus Spielwaren, Körbe, Musikinstrumente und Särge gefertigt. Aus schwächerem Holz werden Bleistifte und Zündhölzer hergestellt. Das Holz ist stabil, rissfest, nagelfest und leicht bearbeitbar. Das Kernholz ist dauerhaft, das Splintholz nicht. In den Süd-Appalachen hat der Tulpenbaum eine wirtschaftliche Bedeutung als Rohstoff für die Zellstoff- und Papierherstellung. Der Zellstoff ist fester als Pappel-Zellstoff. Eine gewisse Rolle spielt der Tulpenbaum als Bienenweide. Junge Bäume liefern pro Saison bis zu 3,6 kg Nektar, was rund 1,8 kg Honig entspricht.
Aufgrund der großen, attraktiven Blüten und der Herbstfärbung wird der Tulpenbaum auch außerhalb seines natürlichen Areals als Park- und Zierbaum angepflanzt, in Europa seit 1663, wo er als absolut frosthart gilt. Ein ca. 300 Jahre altes Exemplar befindet sich im Schlosspark Trebnitz. Der Tulpenbaum ist der offizielle Staatsbaum der US-Bundesstaaten Kentucky, Indiana und Tennessee.
Die Wurzeln werden zur Herstellung von Fichtenbier verwendet. Die Rinde und Wurzeln werden auch medizinisch genutzt.

## Ökologie

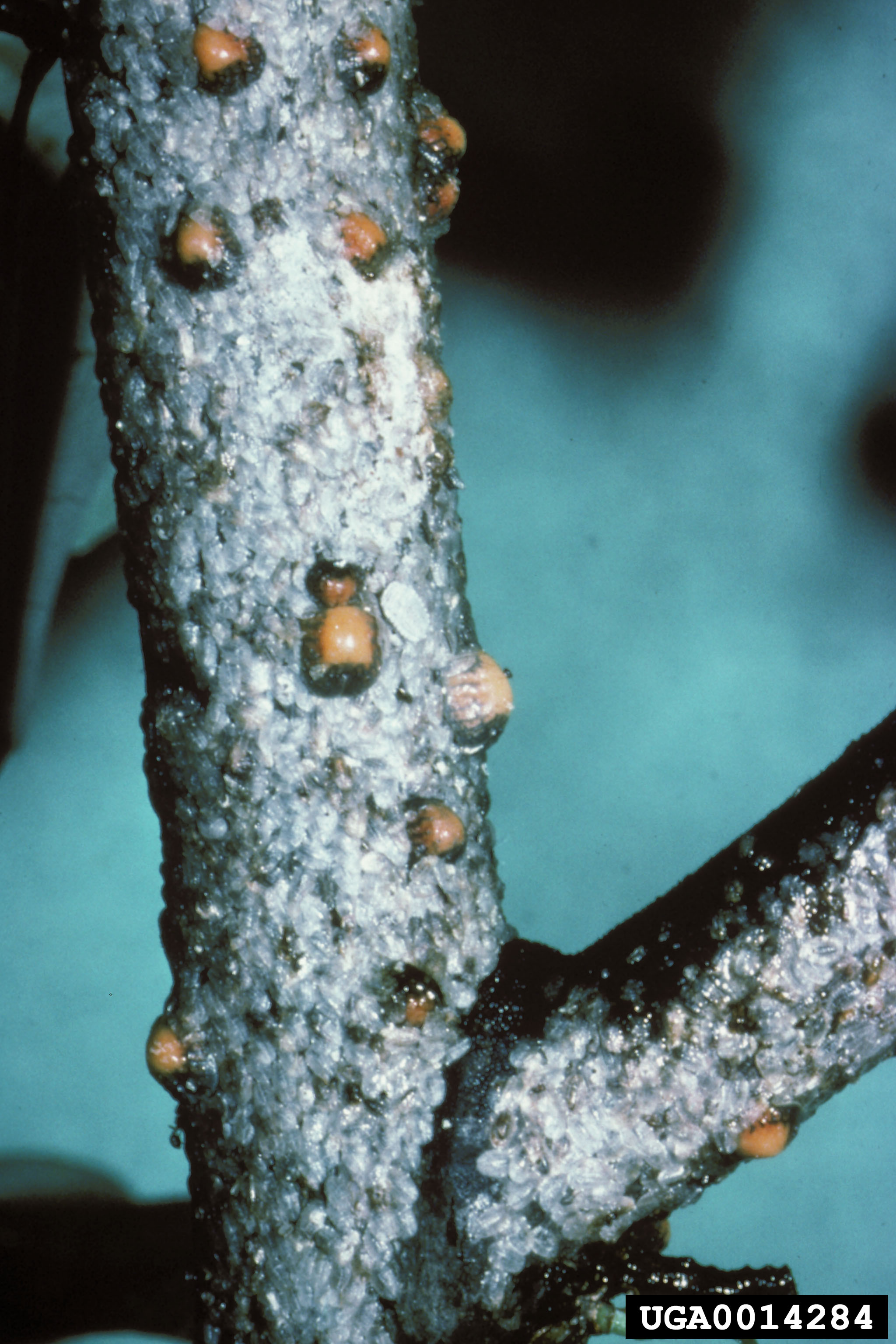
Eine Marienkäferart, die Napfschildläuse der Art Toumeyella liriodendri auf einem Tulpenbaum abweidet

Viele Pilze oder Insekten nutzen Tulpenbäume. Toumeyella liriodendri aus der Familie der Napfschildläuse ist auf Tulpenbäume spezialisiert. Sie bringt eine Generation pro Jahr hervor. Die Napfschildläuse werden beispielsweise durch den Zünsler Laetilia coccidivora oder Hyperaspis proba proba aus der Familie der Marienkäfer oder Baccha costata aus der Familie der Schwebfliegen bejagt. Aphidophile Ameisen können die Schildläuse vor Nachstellungen durch andere Insekten teilweise schützen. Daher tragen Ameisen zur Verbreitung des Befalls durch Napfschildläuse in Nordamerika erheblich bei. Aber auch aphidophile Ameisen in Europa oder Korea pflegen und verbreiten Toumeyella liriodendri auf dem eurasischen Kontinent.
Die Samaras (Flügelnüsse) des Tulpenbaums werden in Nordamerika gerne von Grauhörnchen und Fuchshörnchen genutzt.